# Shino Kunisawa
Shino Kunisawa (國澤志乃?, Kunisawa Shino; Kōchi, 27 aprile 1991) è una calciatrice giapponese, centrocampista del Nagano Parceiro.
È cugina di secondo grado del lottatore di sumo Toyonoshima Daiki.

## Carriera

### Club
Kunisawa si interessa al calcio fin da giovanissima, iniziando a giocare nel Kochi JFC Rosa, un club di calcio femminile locale, durante le scuole elementari.
Nel 2007 si trasferisce a Kai, nella prefettura di Yamanashi, per iscriversi alla Japan Aviation High School (日本航空高等学校 (Nihon Kōkū Kōtō Gakkō?)) per giocare nella neofondata squadra di calcio femminile dell'istituto.. Nel 18º campionato di calcio femminile delle scuole superiori del Giappone, al 3º anno di scuola superiore, la sua squadra giunse alla semifinale, ma perse contro la scuola superiore Kamimura Gakuen.
Dopo essersi diplomata Kunisawa decide di trasferirsi negli Stati Uniti d'America per approfondire gli studi, frequentando prima il Laramie County Community College (LCCC), a Laramie County, in Wyoming, giocando per due anni anche nella loro squadra di calcio femminile, per poi finire gli studi alla Long Island University, nello stato di New York, affiancando l'attività universitaria a quella agonistica nella LIU Brooklyn Blackbirds.
Ottenuta la laurea in educazione fisica e dopo quattro anni vissuti all'estero, nel 2014 ritorna in Giappone sottoscrivendo un contratto con il Nagano Parceiro, alternando l'attività agonistica all'impiego nella Divisione Organizzazione di radiodiffusione di Nagano.
Nel giugno 2019 viene annunciato il suo desiderio di lasciare, a luglio dello stesso anno, la società di Nagano per una nuova avventura in un campionato straniero. Un mese più tardi venne dato l'annuncio del suo accordo con il Tavagnacco per giocare in Serie A, livello di vertice del campionato italiano di categoria, la stagione entrante. Dopo l'iniziale difficoltà incontrata dalla società nel tesserare Kunisawa e la sua connazionale Mizuho Kato, come lei arrivata al Tavagnacco durante il calciomercato estivo 2019, fa il suo debutto in campionato alla 3ª giornata, nell'incontro perso in trasferta per 2-1 con la Fiorentina, mentre in quella successiva è responsabile dell'autorete con cui il Milan passa in vantaggio, per concludere la partita con la vittoria per 2-0.
Durante il calciomercato estivo decide di restare in Italia, sottoscrivendo un contratto con il neopromosso San Marino per giocare il suo secondo campionato di Serie A.

### Nazionale
Nell'estate 2009, al secondo anno di scuola media, Kunisawa viene invitata dalla federazione calcistica del Giappone a partecipare ad uno stage riservato a giocatrici Under-15 dove trova le future nazionali Saki Kumagai, Yuria Obara, Yuika Sugasawa ed Emi Nakajima.
Nell'estate 2016 viene selezionata dal commissario tecnico della nazionale giapponese Asako Takakura, inserita in rosa con la squadra impegnata in un tour in Svezia dal 16 al 26 luglio

## Statistiche

### Presenze e reti nei club
Statistiche aggiornate al 23 maggio 2021.
| Stagione        | Squadra         | Campionato      | Campionato | Campionato | Coppe nazionali | Coppe nazionali | Coppe nazionali | Coppe continentali | Coppe continentali | Coppe continentali | Altre coppe | Altre coppe | Altre coppe | Totale | Totale |
| Stagione        | Squadra         | Comp            | Pres       | Reti       | Comp            | Pres            | Reti            | Comp               | Pres               | Reti               | Comp        | Pres        | Reti        | Pres   | Reti   |
| --------------- | --------------- | --------------- | ---------- | ---------- | --------------- | --------------- | --------------- | ------------------ | ------------------ | ------------------ | ----------- | ----------- | ----------- | ------ | ------ |
| 2019-2020       | Tavagnacco      | A               | 14         | 1          | CI              | 1               | 0               |                    | -                  | -                  |             | -           | -           | 15     | 1      |
| 2020-2021       | San Marino      | A               | 17         | 0          | CI              | 1               | 0               |                    | -                  | -                  |             | -           | -           | 18     | 0      |
| Totale carriera | Totale carriera | Totale carriera | 31         | 1          |                 | 2               | 0               |                    | 0                  | 0                  |             | -           | -           | 33     | 1      |

## Palmarès

### Club
- Campionato giapponese femminile di seconda divisione: 1

Nagano Parceiro: 2015